# Torslev (parochie, Frederikshavn)
Torslev is een parochie van de Deense Volkskerk in de Deense gemeente Frederikshavn. De parochie maakt deel uit van het bisdom Aalborg en telt 2597 kerkleden op een bevolking van 2913 (2004). Historisch hoorde de parochie tot de herred Dronninglund. In 1970 werd de parochie deel van de nieuwe gemeente Sæby, die in 2007 opging in de vergrote gemeente Frederikshavn.
In de parochie liggen onder meer de dorpen Thorshøj en Østervrå. De parochiekerk uit het begin van de 13e eeuw staat iets ten noorden van Thorshøj.
Abildgård · Albæk · Åsted · Bangsbostrand · Elling · Flade · Frederikshavn · Gærum · Hørby · Hulsig · Jerup · Karup · Kvissel · Lyngsaa · Østervrå · Råbjerg · Sæby · Skærum · Skæve · Skagen · Torslev · Understed · Volstrup